# Бурхард II фон Кверфурт
Бурхард II фон Кверфурт (нем. Burchard II fon Querfurt; ок. 1100 — 1161/1162) — граф Кверфурта и бургграф Магдебурга в 1136—1161/1162 годах.

## Биография
Старший сын графа Кверфурсткого Гебхарда II (ум. 1126) и Оды фон Аменслебен. Брат Конрада, архиепископа Магдебургского с 1134 года.
Архиепископ Конрад, после смерти бургграфа Генриха фон Гройч 31 декабря 1135 года, назначил в 1136 году Бурхарда II бургграфом Магдебурга и фогтом Магдебургского архиепископства.
Изначально Бурхард II был сторонником Вельфов (Генриха Гордого и Генриха Льва), но с 1142/1143, после того как Генрих Лев вернул себе Саксонию, он встал на сторону Конрада III.
В 1146 году Бурхард купил права на должность фогта монастыря Лутисбург, и переместил монастырь в Илверсдорф (1 км на запад от замка Кверфурт), в непосредственную близость от замка Кверфурт, где восстановил его под названием Мариенцел, передав монастырю часть убранства церкви замка Кверфурт. Фогтство монастыря Мариенцел передавалось по наследству вместе с замком Кверфурт.
После смерти Бурхарда II его сын Бурхард III наследовал бургграфство.

## Семья
Дети:
- Бурхард III фон Кверфурт (ум. 1177/1178), граф Кверфурта и бургграф Магдебурга (1155—1178), жена: Матильда фон Глейхен (ок. 1130—1200)
- дочь, замужем за Хартманом фон Лобдебург-Алерхайм (ум. 11 ноября 1186)[4]